# Koortsthermometer

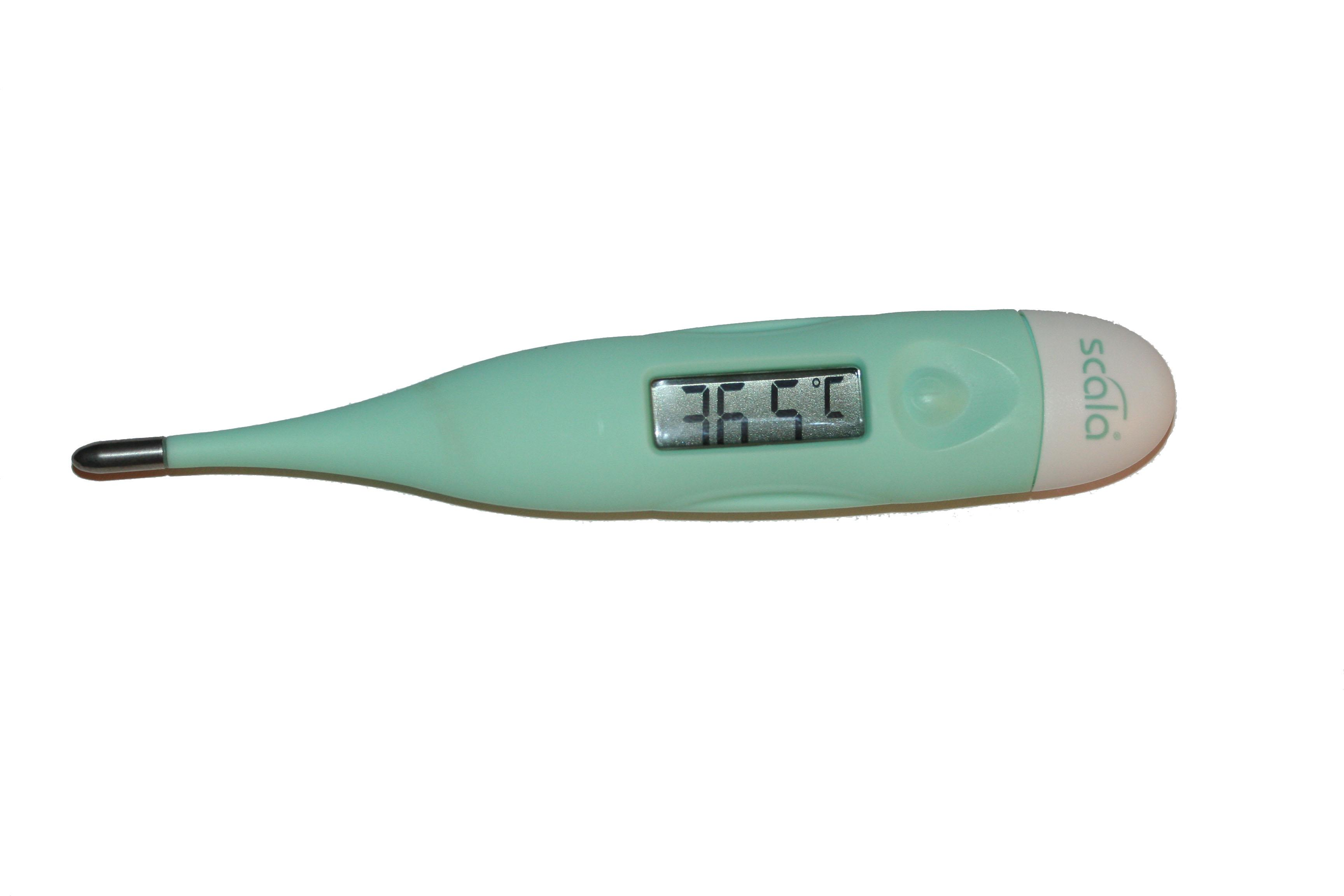
Digitale koortsthermometer

Een koortsthermometer is een thermometer die de lichaamstemperatuur meet, met het specifieke doel om te kunnen vaststellen of die verhoogd is, ofwel of de persoon in kwestie koorts heeft. Een koortsthermometer heeft doorgaans een meetbereik tussen 32°C en 44°C. Afhankelijk van het soort thermometer en de meetmethode kan de temperatuur tot op enkele tienden van een graad nauwkeurig gemeten worden.

## Meting met een kwikthermometer
De kwikthermometer is vanwege het gebruik van kwik niet meer toegestaan. De uitvoering voor het meten van de lichaamstemperatuur was een maximum-temperatuurmeter; de hoogst gemeten temperatuur werd 'vastgehouden'. Deze uitvoering moest voor gebruik worden 'afgeslagen' om de laatst gemeten temperatuur weer te doen 'vergeten'.

## Meting met infrarood
Het is mogelijk om de te meten kerntemperatuur te meten op het trommelvlies met infraroodtechnieken.
Voor het betrouwbaar meten van de kerntemperatuur zijn een aantal methoden gebruikelijk:
- rectaal (de meest betrouwbare maar minst aangename manier);
- onder de oksel (de makkelijkste maar minst betrouwbare manier);
- in de mond (de meest gebruikelijke manier).

Tijdens operaties en op de intensive care zijn nog andere methoden bruikbaar voor continumeting.